# Юдин, Георгий Григорьевич
Георгий Григорьевич Юдин (род. 16 февраля 1937, Ленинград) — советский хоккеист, нападающий. Тренер.

## Биография
Родился в 1937 году. Старший брат Игорь впоследствии работал в Институте атомной энергии им. И. В. Курчатова, лауреат Государственной премии. Младший брат Владимир погиб во время блокады. Отец работал токарем, мать — бухгалтером в детском саде. Отец пропал без вести во время Великой Отечественной войны. Семья жила в блокадном Ленинграде. После войны мать уехала работать на Чукотку (скончалась в 2006 году в возрасте 93 лет). Братья после пропажи бабушки-домработницы росли одни. Вначале Юдин занимался волейболом. Мать вышла замуж за военного, и семья переехала в Германию, где жила год.
Занимался футболом и хоккеем в школе «Динамо». Играл в футбольной сборной Ленинграда и в дубле «Зенита». В сезоне 1955/56 дебютировал в чемпионате СССР по хоккею в составе команды Дома офицеров. Играл за «Авангард» / «Кировец» (1956/57 — 1961/62), «Даугаву» Рига (1962/63), «Динамо» Киев (1963/64 — 1967/68), «Торпедо» Минск (1968/69 — 1970/71).
Серебряный призёр хоккейного турнира зимней Универсиады 1962.
Старший тренер «Прогресса» Глазов (1975—1979). Был тренером в клубах «Нефтяник» Ухта, «Торпедо» Минск, «Краковия» (Польша).
Менеджер по экипировке в ЦСКА, сборной Украины (конец 1990-х — начало 2000-х), Университете имени Лесгафта.